# St. Martin (Benninghausen)

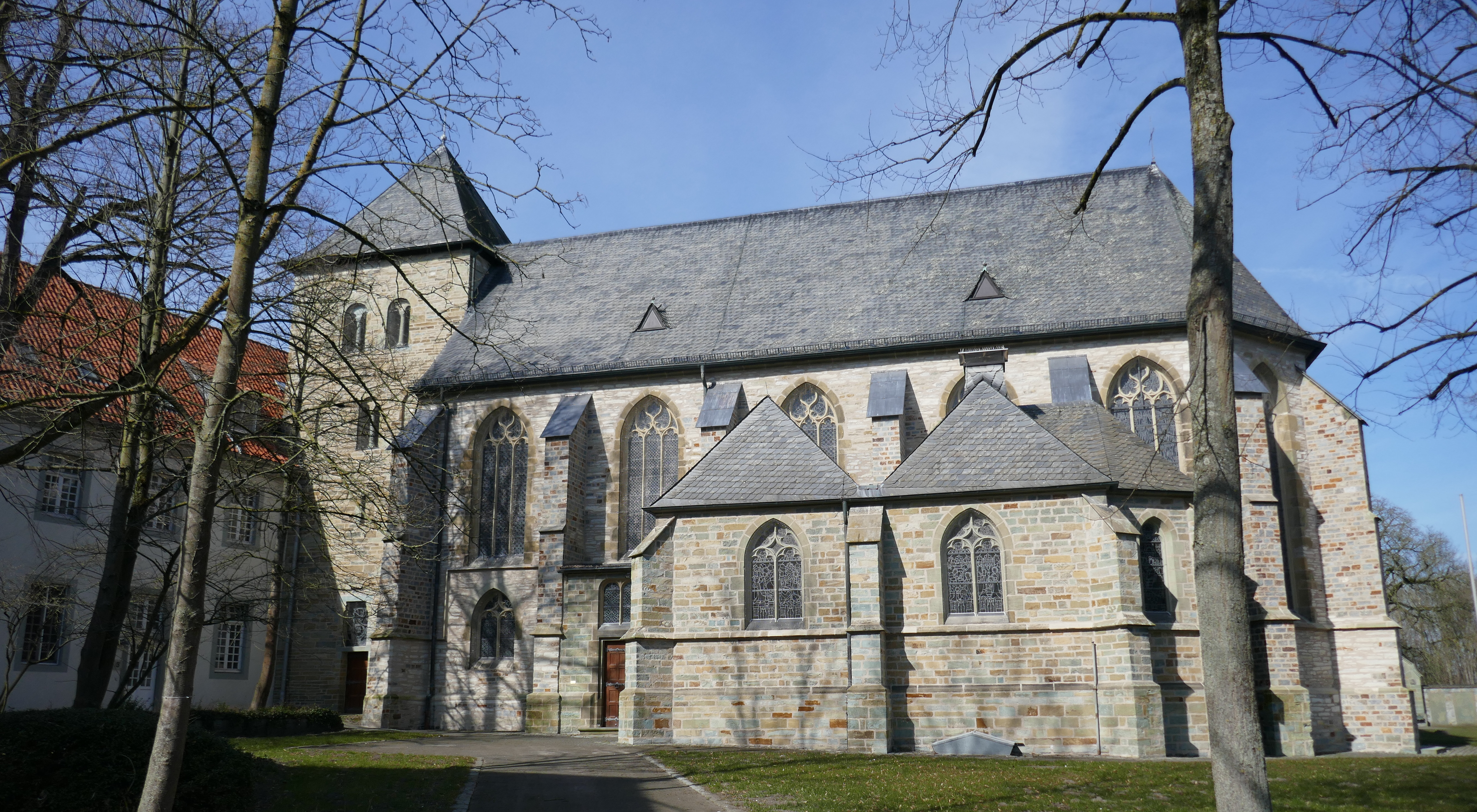
St. Martin, Südwestansicht

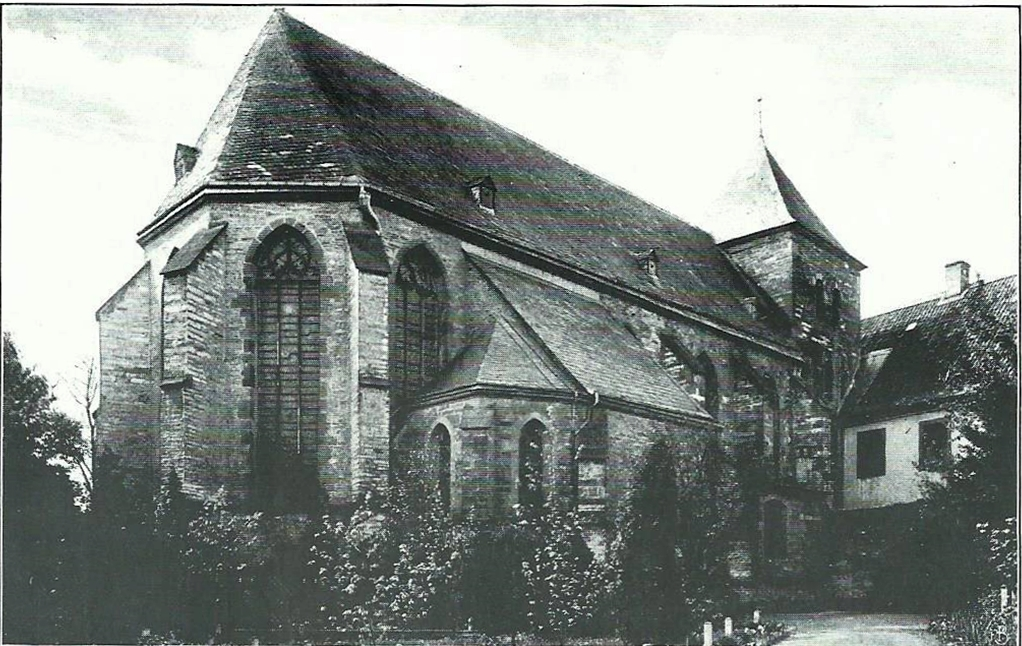
St. Martin, Nordostansicht von 1911

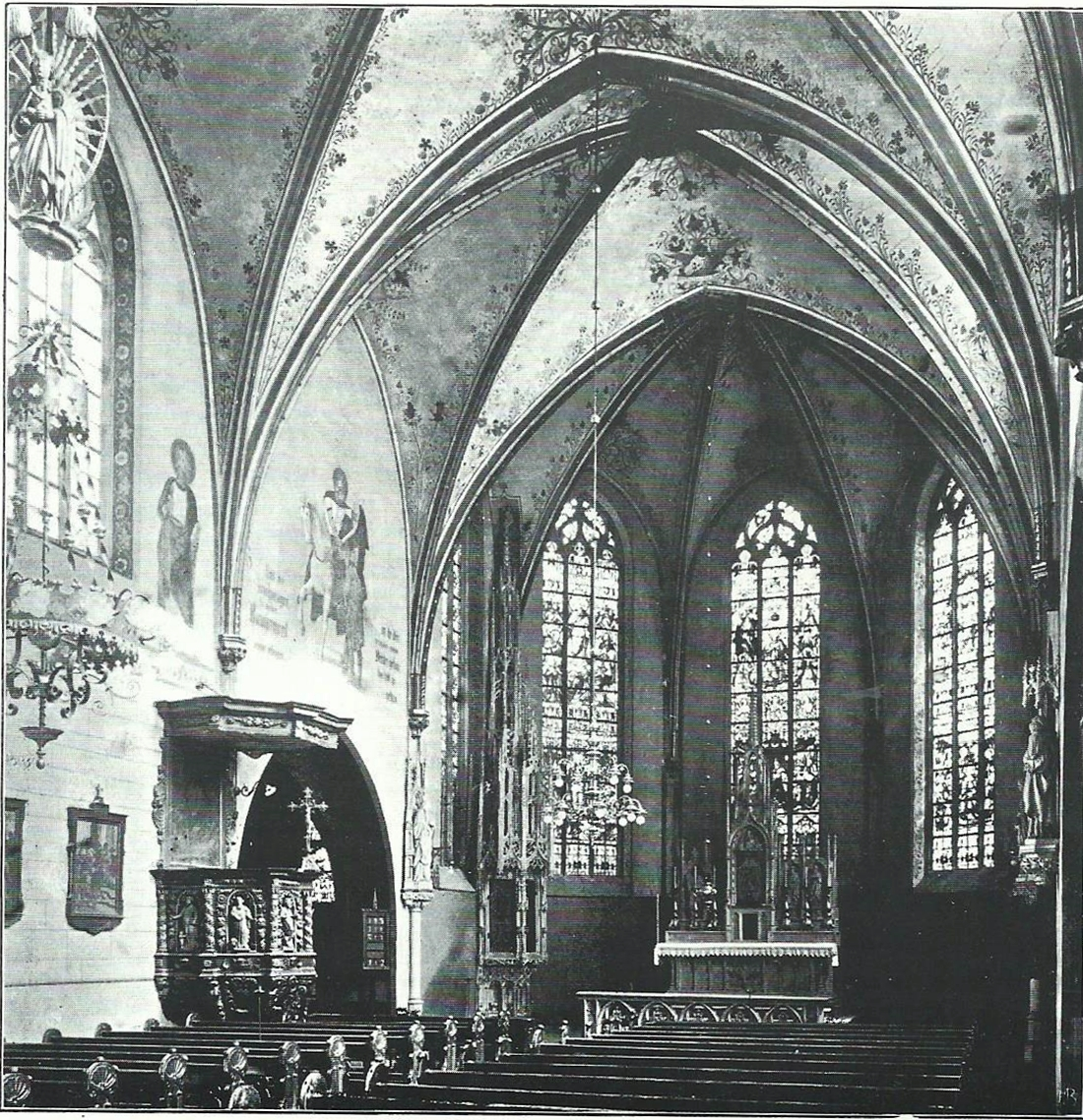
Blick auf den Altarraum, Ansicht von 1911

Die katholische Pfarrkirche St. Martin ist ein denkmalgeschütztes Kirchengebäude in Benninghausen, einem Stadtteil von Lippstadt im Kreis Soest (Nordrhein-Westfalen). Die Kirchengemeinde gehört zum Pastoralverbund Lippstadt-Süd-West im Erzbistum Paderborn.

## Geschichte
St. Martin ist die ehemalige Kirche des Klosters Benninghausen. Der spätgotische Saal zu vier Jochen ist aus hammerrechtem Bruchstein gemauert, der Chor endet in einem Fünfachtelschluss. Bei Grabungen im Jahr 1981 wurden die Fundamente eines Saales ohne Turm, mit rechteckigem Chor freigelegt, diese Vorgängerkirche stammt wohl aus dem 11. Jahrhundert. Der Bau des romanischen Turmes erfolgte im 12. Jahrhundert. Das nach Süden leicht verschobene Langhaus, der Chor und im Norden die Sakristei wurden 1514 neu gebaut. 1892 wurde die Sakristei erweitert und an der Südseite eine Kapelle angebaut.

## Architektur
Die Wände sind durch dreibahnige Fenster mit Fischblasenmaßwerk gegliedert. Ein umlaufendes Sohlbankgesims fasst das Gebäude zusammen, eine weitere Gliederung wird durch die Strebepfeiler erreicht. Der Eingang im Turm ist nachträglich eingebaut, die Schallarkaden mit eingestellten Säulen sind rundbogig. Im Innenraum ruht das Kreuzrippengewölbe auf Konsolen. Die bauzeitliche Ausmalung wurde 1957 und 1958 nach Befund restauriert. Die Turmhalle ist ebenfalls mit einem Kreuzgratgewölbe ausgestattet, sie öffnet sich mit einem Spitzbogen zum Kirchenschiff. 

## Ausstattung

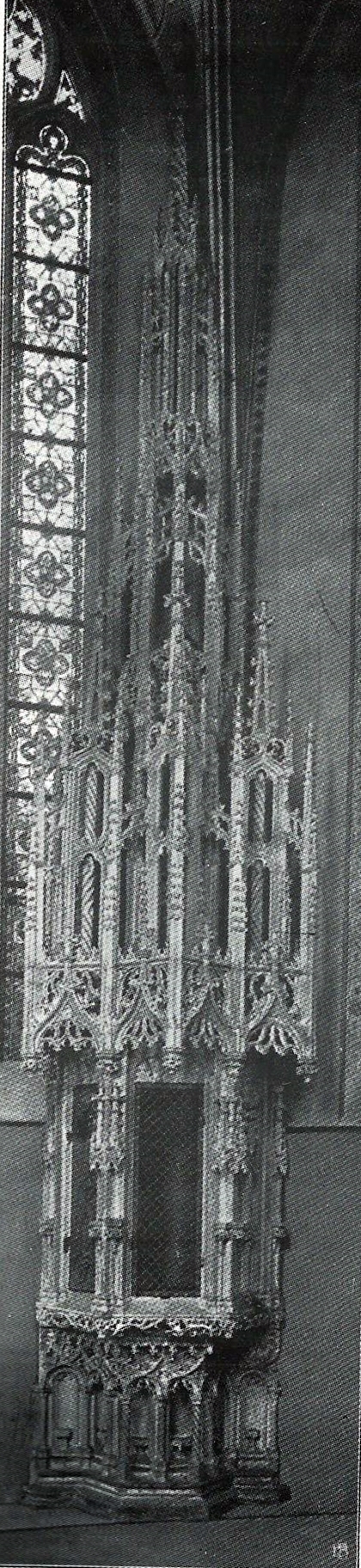
Das Sakramentshäuschen, Ansicht von 1911

Das reich geschmückt aus Baumberger Sandstein gearbeitetes Sakramentshäuschen aus dem 16. Jahrhundert stammt aus dem Umkreis der Werkstatt Bunickman. Der oktogonale Taufstein ist mit Maßwerk versehen, er stammt aus dem frühen 16. Jahrhundert. Die reich beschnitzte Kanzel in barocker Form ist mit 1695 bezeichnet, sie wurde von 1965 bis 1966 restauriert. Der Dreisitz aus Holz ist mit 1520 bezeichnet und mit Faltwerk verziert. Die Gemälde, Kopien des 18. Jahrhunderts, zeigen die Geburt Christi und die Kreuzabnahme.
Im Außenbereich steht vor dem Chor eine Kreuzigungsgruppe aus Baumberger Sandstein. Diese Arbeit des 16. Jahrhunderts wurde von 1975 bis 1976 renoviert.
Benninghauser Kreuz
Das bedeutende Reliquienkruzifix aus Eichenholz wurde wohl um 1070 in Köln geschnitzt. Der sehr schlanke Korpus, dessen Sehnen deutlich hervor treten, wirkt schlicht. Teile der ursprünglichen Fassung sind überliefert und wurden 1950 restauriert. Die Balken des Kreuzes wurden erneuert, das Sepulcrum nachträglich eingesetzt.